# Johan Vansummeren
Johan Vansummeren (Lommel, 4 de febrer de 1981) és un ciclista belga, ja retirat, que fou professional des del 2003 fins al 2016, quan s'hagué de retirar després de ser diagnosticat amb un problema cardíac que se li havia detectat al Tour d'Oman i que li va fer perdre la temporada de clàssiques.
En el seu palmarès destaca la Volta a Polònia de 2007. El 2008 va prendre part en els Jocs Olímpics d'Estiu de Pequín. Va fet bons papers a la París-Roubaix, quedant dues vegades entre els deu primers, i guanyant l'edició de 2011, la seva victòria més important com a professional.

## Palmarès
- 2002
  - 1r a la Het Volk sub-23
  - 1r a la Zellik-Galmaarden
  - 1r al Circuit d'Hainaut
- 2003
  - 1r a la Lieja-Bastogne-Lieja sub-23
  - 1r a la Volta a la Província de Lieja i vencedor d'una etapa
  -  Medalla de plata al Campionat del món en ruta sub-23
- 2007
  - 1r a la Volta a Polònia i vencedor d'una etapa
- 2011
  - 1r a la París-Roubaix
  - 1r al Duo Normand, amb Thomas Dekker

### Resultats al Tour de França
- 2005. 136è de la classificació general
- 2006. 112è de la classificació general
- 2007. 63è de la classificació general
- 2008. 87è de la classificació general
- 2009. 93è de la classificació general
- 2010. 30è de la classificació general
- 2012. 147è de la classificació general
- 2014. 74è de la classificació general
- 2015. Abandona (11a etapa)

### Resultats a la Volta a Espanya
- 2004. 35è de la classificació general
- 2011. 70è de la classificació general
- 2012. 79è de la classificació general
- 2013. 88è de la classificació general
- 2014. 118è de la classificació general
- 2015. 121è de la classificació general